# Tetrachondraceae
Tetrachondraceae é uma família de plantas angiospérmicas (plantas com flor - divisão Magnoliophyta), pertencente à ordem Lamiales.
A ordem à qual pertence esta família está por sua vez incluida na classe Magnoliopsida (Dicotiledóneas): desenvolvem portanto embriões com dois ou mais cotilédones.
Trata-se de uma família aceite pelo sistema de classificação filogenético Angiosperm Phylogeny Website.
No sistema de Cronquist esta família não existe, sendo os seus membros colocados na família Lamiaceae.

## Gêneros
A família é composta por dois géneros, Polypremum e Tetrachondra e três espécies:
- Polypremum procumbens L. (1753)[3][4]
- Tetrachondra hamiltonii Petrie ex Oliv. (1892)
- Tetrachondra patagonica Skottsb. (1912)